# 骆一禾
骆一禾（1961年2月6日—1989年5月31日），中国诗人，北京人。骆一禾和海子，西川并称为八十年代的“北大三大诗人”。

## 生平
骆一禾1961年生于北京西城区百万庄小区，是当时北京的高干社区。骆一禾的父亲骆耕漠为知名经济学家，中国科学院学部委员，骆一禾是其幼子。其母唐翠英曾任国家物资部机关党委副书记。骆一禾出生时，其父年已53岁，母亲也已40岁，上有四个姐姐，其中最小的姐姐也比骆一禾大7岁。
骆一禾幼年时期即爱好阅读。1958年，骆一禾的父亲骆耕漠受到潘汉年案件牵连，1966年文化大革命爆发后受到冲击，这使得骆一禾经常待在家中，鲜少与同龄人交流，从而养成了阅读的习惯。1968年，骆一禾随父母下放河南省罗山县，并在当地县城就读完全小学，1971年又迁至息县。当时，他的小学语文老师私下常常教他一些古诗词，这成为了骆一禾的诗歌启蒙。
1972年，骆一禾随父母返回北京，就读于北京154中学，文科成绩优异。1979年，骆一禾参加高考，以北京市西城区文科第一名的成绩考入北京大学中文系。在北大就读期间，骆一禾在思想上较为活跃，并热爱诗歌创作，曾创办文学杂志《清泉》，用蜡纸刻印。在北大期间，骆一禾结识了小他两级的师妹张玞，1985年两人结婚。另外，骆一禾也结识了当时北大的另一位诗人海子，其后受海子之托在其去世后代为整理遗稿，同时料理其后事，但诗稿未整理完成便因突发脑溢血而去世。
1983年，骆一禾畢業於北京大学中文系，其後被分配至《十月》雜誌擔任編輯，曾两度獲得优秀编辑奖。他筹办了诗歌栏目《十月的诗》，曾多次发表海子、西川等人创作的文学作品。1983年，骆一禾开始发表诗作和诗论，同时也尝试创作一句话的诗歌，为早期自由句的作者，并曾獲得《十月》冰熊奖以及北京建国四十周年优秀文学作品奖。
1989年5月，六四事件发生，5月13日下午（一说5月14日），骆一禾与妻子一同到天安门广场声援绝食请愿的学生时，因突发脑溢血被送往医院急救，5月31日在天坛医院去世，时年28岁。他的死讯受到了政府的封锁，丧事也被拖延至同年6月10日，许多友人因参与学运而逃亡，未能参加骆一禾的遗体告别仪式。